# Johannes Kollwitz
Johannes Kollwitz (* 3. April 1903 in Magdeburg; † 1. April 1968 in Freiburg im Breisgau) war ein deutscher katholischer Theologe und Christlicher Archäologe.

## Leben
Johannes Kollwitz, Sohn eines Bahnbeamten, studierte ab 1921 Katholische Theologie in Paderborn, Freiburg und Breslau. Während des Studiums entwickelte Kollwitz ein ausgeprägtes Interesse für christliche Kunstgeschichte, das von seinen akademischen Lehrern gefördert wurde. Nach seiner Priesterweihe am 24. März 1928 in Paderborn arbeitete Kollwitz zunächst als Seelsorger in Hohenthurm bei Halle (Saale). Nebenbei verfasste er bei Joseph Sauer in Freiburg eine Dissertation über die Lipsanothek von Brescia, mit der er 1930 zum Dr. theol. promoviert wurde.
Für das Jahr 1932/33 erhielt Kollwitz das Reisestipendium des Deutschen Archäologischen Instituts, das ihm einen Forschungsaufenthalt in Italien, Griechenland und der Türkei ermöglichte. Von 1934 bis 1937 arbeitete er als Referent für Christliche Archäologie am Deutschen Archäologischen Institut in Rom, in dieser Zeit lebte er am Campo Santo Teutonico. In Rom beschäftigte sich Kollwitz vor allem mit oströmischer Plastik der theodosianischen Zeit, zu der er eine umfassende Studie vorbereitete. Mit einem Teil dieser Arbeit habilitierte er sich 1938 in Freiburg. Kurz darauf erhielt er von Gerhart Rodenwaldt den Auftrag, ein Corpus der Sarkophage von Ravenna zu erstellen. Mit diesem Projekt beschäftigte sich Kollwitz bis zu seinem Tode, ohne die Drucklegung selbst zu erleben. Der Band wurde von Helga Herdejürgen abgeschlossen.
Nach seiner Rückkehr nach Deutschland hatte Kollwitz keinen Erfolg bei seinen Versuchen, eine theologische Dozentur an einer deutschen Universität zu erlangen. Er arbeitete als Seelsorger, zuerst in Halle, ab 1939 an der Schlosskirche von Meinberg, wo er bis zum Ende des Zweiten Weltkriegs blieb.
1946 erhielt Kollwitz eine Professur für Kirchengeschichte, Patrologie und Christliche Archäologie an der Bischöflichen Akademie Paderborn. 1950 wechselte er auf den Lehrstuhl für Patrologie und Christliche Archäologie an der Universität Freiburg. Von dort aus unternahm er mehrere Reisen in die Mittelmeerländer. Ab 1952 war er Grabungsleiter in Resafa (Sergioupolis) in Syrien. 1958 wählte ihn die Heidelberger Akademie der Wissenschaften zum ordentlichen Mitglied. Ab 1965 war Kollwitz Vertreter der Christlichen Archäologie in der Zentraldirektion des Deutschen Archäologischen Instituts, dessen ordentliches Mitglied er seit 1953 war.

## Schriften (Auswahl)
- Die Lipsanothek von Brescia. de Gruyter, Berlin/Leipzig 1933. Nachdruck Berlin 1978 (= Dissertation)
- Die Reliefsäulen von Konstantinopel und die politischen Ideen der theodosianischen Zeit. Berlin 1941 (= Teildruck der Habilitationsschrift)
- Oströmische Plastik der theodosianischen Zeit. de Gruyter, Berlin 1941. Nachdruck Berlin 1978
- Das Christusbild des dritten Jahrhunderts. Münster 1953
- mit Wolfgang Schöne und Hans von Campenhausen: Das Gottesbild im Abendland. Witten/Berlin 1957. 2. Auflage, Berlin/Witten 1959
- Die Sarkophage der westlichen Gebiete des Imperium Romanum. Teil 2. Die Ravennatischen Sarkophage. Gebr. Mann, Berlin 1978